# التقنيات والحضارة
التقنيات والحضارة هو كتاب نُشر عام 1934 للفيلسوف الأمريكي ومؤرخ التكنولوجيا لويس مومفورد. يعرض الكتاب تاريخ التكنولوجيا ودورها في تشكيل الحضارات. وفقًا لمومفورد تعود جذور التكنولوجيا الحديثة إلى العصور الوسطى وليس للثورة الصناعية. يجادل مومفورد بأن الخيارات الأخلاقية والاقتصادية والسياسية التي نتخذها وليست الآلات التي نستخدمها هي التي أنتجت اقتصادًا رأسماليًا صناعيًا موجهًا نحو الآلة، والذي تخدم ثماره غير الكاملة الأغلبية بشكل غير كامل.

## خلفية عن الكتاب
بالإضافة إلى أهمية هذا الكتاب على اعتبار أنه عملٌ عظيم وفر المعرفة في العديد من التخصصات، فقد وضع مومفورد الكتاب بوضوح كدعوة إلى اتخاذ إجراء للجنس البشري للنظر في خياراته في مواجهة التهديدات التي قد تهدد بقائه من جراء كارثة بيئية محتملة أو كارثة صناعية. يُعدُ حرب التقنيات والحضارة هو الكتاب الأول في سلسلة تجديد الحياة لمومفورد المكونة من أربعة مجلدات، تليها ثقافة المدن (1938) وحالة الإنسان (1944) وسلوك الحياة (1951).

## مُلخص الكتاب
يقسم مومفورد تطوير التكنولوجيا إلى ثلاث مراحل متداخلة: الإيوتكنيك، الباليوتكنيك (القديمة) والنيوتكنيك.
تبدأ المرحلة الأولى من الحياة المتحضرة تقنيًا (1000 إلى 1800 م) باختراع الساعة، أحد أهم أساسات التطور للرأسمالية. تعد الساعة أهم نموذج أولي لجميع الأجهزة الأخرى، ويقارن تطوير واستخدام الزجاج والخشب والرياح والماء بالعمل المروع غير الإنساني الذي يدخل في التعدين وصهر المعادن..
يعتمد استخدام هذه المواد، وتطور العلم أثناء فترة الإيوتكنيك، على إزالة العناصر التي يمكن قياسها من الحياة. يتفق مومفورد مع مبدأ الأشخاص والمدن والثقافات الذين سعوا لتحقيق توازن متناغم بين الحواس والتحرر من العمل الذي يوفره العلم.
تعني المرحلة الثانية، وهي الباليوتكنيك سنة (حوالي 1700 إلى 1900)، «الاندفاع نحو البربرية، بمساعدة من نفس القوى والمصالح التي كانت في الأصل موجهة نحو غزو البيئة وكمال الطبيعة البشرية». تعدالاختراعات القديمة من صنع رجال يحاولون حل مشاكل معينة بدلاً من البحث عن مبادئ علمية عامة، الذي أدى إلى تقليل قيمة التعلم العلمي من قبل رجال الأعمال، فإن اختراع المصانع البخارية التي تعمل بالفحم وتركيب آلات كثيفة أدت بالضرورة إلى إنتاج ضخم يعمَل على مدار الساعة مدعومًا بعطاءات آلات غير ماهرة.
إذ يصبح العمل سلعة، وليس مجموعة من المهارات غير القابلة للتصرف، فإن العامل الذي يعتني بالآلات ويعيش في الأحياء الفقيرة ويتقاضى أجور المجاعة يصبح متوقفًا جسديًا ومندوبًا اجتماعيًا وروحيًا. حيث يلاحظ مومفورد أن معدل الوفيات في الأحياء الفقيرة الحضرية يقارن بشكل سلبي بالعامل الزراعي في نفس الفترة الزمنية، وعلاوة على ذلك، فإن الحياة في القرن التاسع عشر تقارن بشكل غير موازٍ بالنظافة ومستويات المعيشة المتاحة للعمال في مدن القرن الثالث عشر.
كما أنه يُعرّف الحديد على أنه مادة البناء الأساسية في الفنون القديمة، وناطحات السحاب والجسور والمراكب البخارية باعتبارها من الإنجازات الأولى في هذا العصر. اعتبر الحرب والرياضة الجماهيرية تحررًا اجتماعيًا من الحياة الآلية، والواجبات الهستيرية للإنتاج في زمن الحرب (أو حتى الهستيريا لانتصار فريق البيسبول) هي نتيجة طبيعية للتوترات والتركيبات في مثل هذه الحياة القديمة.
أما المرحلة الثالثة في وصف عصر التقنيات الحديثة (من حوالي عام 1900 إلى حاضر مومفود 1930)، يركز على اختراع الكهرباء وتحرير خط إنتاج المصنع من قيود الفحم من خلال إضافة محركات كهربائية صغيرة للآلات الفردية، وتحرير العامل إلى إنشاء مصانع صغيرة ولكنها قادرة على المنافسة. إذ يلاحظ مومفورد بصراحة أن منتجًا صغيرًا يمكنه تقديم ما هو مطلوب عندما تكون هناك حاجة إليه بشكل أكثر كفاءة من خطوط التجميع القديمة.
المرحلة الجديدة التي رآها كانت محكومةً برجال العلم بدلاً من الميكانيكيين المؤهلين ميكانيكيًا فبدلاً من متابعة الإنجازات على نطاق القطارات، فإنه يهتم بالمستوى غير المرئي والنادر والذري للتغيير والابتكار. أصبح الألومنيوم المضغوط خفيف الوزن هو معدن التكنولوجيا الحديثة، والاتصالات والمعلومات - حتى الكميات المتضخمة - إنها العملة المعدنية.